# إعاقة فراغية
الإعاقة الفراغية هي التفاعل الناتج بين الجزيئات نتيجة لشكلها و/أو العلاقة الفراغية بينها. وتوجد أنوع عديدة للإعاقة الفراغية، وغالبا ما تسمي طبقا للنتيجة الحادثة من الإعاقة الفراغية.
تقع الإعاقة الفراغية أو المقاومة الفراغية عندما لا تتفاعل المجموعات الجزيئية على جزيء (أو جزيئات ولكن كل منهم على حدى) مع بعضها البعض، مع المفترض حدوث انجذاب طبيعي لها ولكنه لا يحدث بسبب الإعاقة الفراغية. ومثال لذلك، عدم حدوث الانجذاب الطبيعي بين ذرات جزيء معين لبعضها البعض، نظرا لأن هذه الذرات قد لا تكون على البعد المناسب الذي يساعد على حدوث هذا الانجذاب، أو وجود ذرات أخرى تمنع حدوث هذا التجاذب. ويوجد للإهعاقة الفراغية تشكلات كيميائية.
الإعاقة الغطائية وتحدث عند وجود مجموعة مشحونة على الجزيء تبدو كما لو كان يحدث لها إضعاف أو مغطاة في الفراغ بذرات ذات شحنة أقل (أو بشحنة معاكسة). وفي بعض الحالات حتى يمكن للذرات التفاعل مع هذه الذرات المغطاة فراغيا يجب أن تقترب منها فراغيا من المكان الذي يكون فيها الغطاء أقل، وهذا يحدد أين وكيف يحدث التفاعل الجزيئي.
الانجذاب الفراغي ويحدث عند وجود جزيء له شكل معدل نتيجة لتفاعله مع جزيء آخر. وفي هذه الحالات سوف تتفاعل الجزيئات مع بعضها في ترتيب خاص معين.
وفهم ظاهرة الإعاقة الفراغية في غاية الأهمية لكل من الكيمياء، الكيمياء الحيوية، الصيدلة. وتؤثر الإعاقة الفراغية في الكيمياء على معدلات وطاقات التفاعلات بدرجات متفاوتة. بينما في الكيمياء الحيوية تحدد الإعاقة الفراغية شكل وانجذابات البروتينات والأحماض الأمينية، كما تؤثر في معدلات تفاعلات الإنزيمات. وفي علوم الصيدلة الإعاقة الفراغية تحدد إلى أي درجة، وكيف يتفاعل الدواء مع الجزيئات الحيوية.

## معرض صور

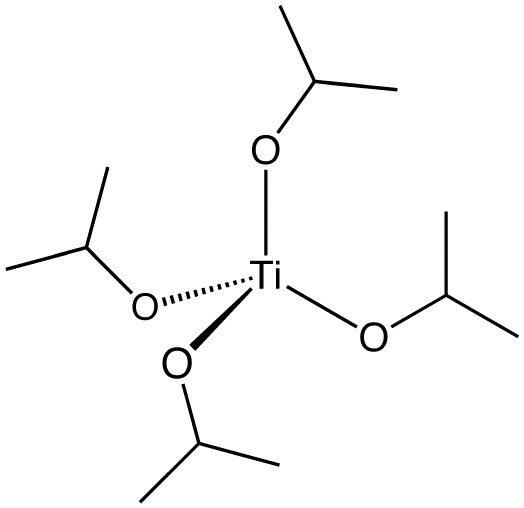
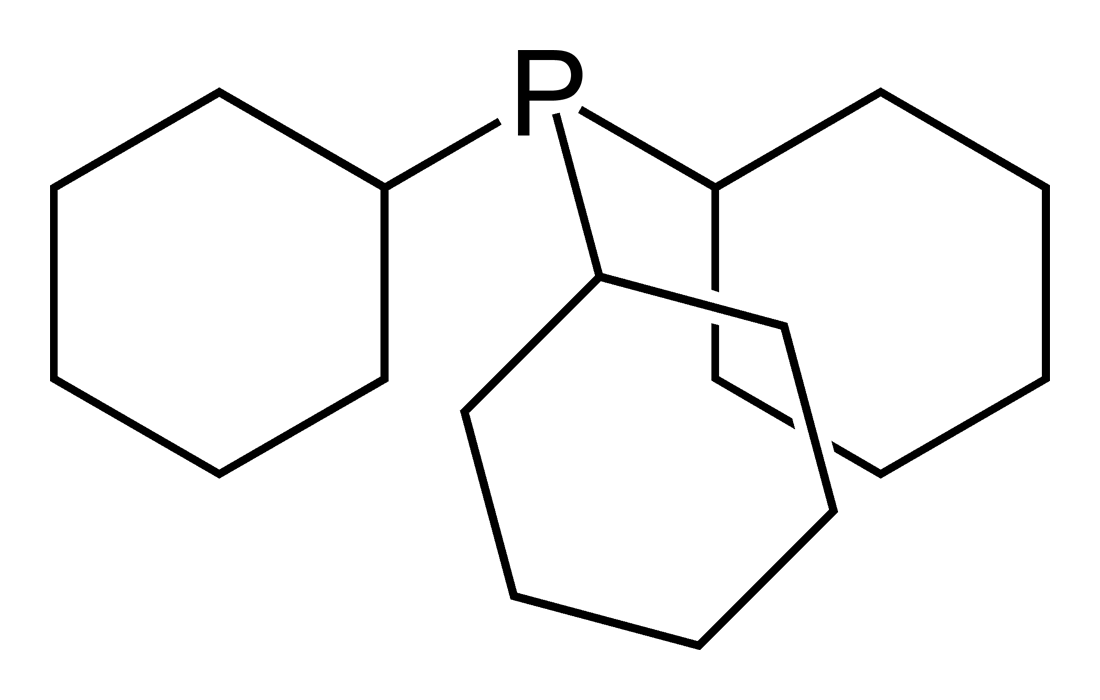

## وصلات خارجية
- https://web.archive.org/web/20041213075016/http://www.chem.swin.edu.au/modules/mod4/qsarwebp4.html
- https://web.archive.org/web/20041214180200/http://www.gh.wits.ac.za/craig/steric/
- https://web.archive.org/web/20090203014743/http://jilawww.colorado.edu/pubs/thesis/fair/